# 德爾里奧 (佛羅里達州)
德爾里奧（英語：Del Rio）是位於美國佛羅里達州希爾斯波羅縣的一個非建制地區。該地的面積和人口皆未知。

## 地理
德爾里奧的座標為28°00′50″N 82°24′04″W / 28.01389°N 82.40111°W，而該地的平均海拔高度為9米（即30英尺）。